# Norman Saunders
Norman Benjamin Saunders, Sr. (* 27. Oktober 1943 in South Caicos) ist ein Politiker der Progressive National Party (PNP) der Turks- und Caicosinseln, der unter anderem zwischen 1980 und 1985 Chief Minister der Turks- und Caicosinseln war.

## Leben
Saunders besuchte zunächst die South Caicos Primary School sowie anschließend von 1957 bis 1960 die Turks & Caicos High School, aus der die heutige H. J. Robinson High School hervorging. Nachdem er die High School als Klassenbester abgeschlossen hatte, spielte er von 1960 bis 1971 in der Cricket-Mannschaft der Turks- und Caicosinseln und arbeitete von 1961 bis 1964 als Büroangestellter bei der Turks Island Salt Company. Er besuchte daneben Kurse in Buchhaltung und Rechnungsprüfung. Im Anschluss war er zwischen 1964 und 1974 zunächst als Buchhalter sowie zuletzt als stellvertretender Geschäftsführer bei The Caicos Company tätig und besuchte weitere Kurse im Fach Buchhaltung am Rapid Results College, die er mit einem Examen der Association of Chartered Certified Accountants (ACCA) abschloss.
1967 wurde Saunders erstmals zum Mitglied des Parlaments (House of Assembly) gewählt und vertrat in diesem bis 1985 die Interessen von South Caicos. Vor den Wahlen 1976 gründete er zusammen mit Nathaniel „Bops“ Francis die Progressive National Organisation (PNO), die bei den Wahlen mit vier zu sieben Mandaten allerdings der People’s Democratic Movement (PDM) von James Alexander George Smith „Jags“ McCartney unterlag. Später änderte die PNO ihren Namen in die heutige Bezeichnung Progressive National Party (PNP) und trat anders als die PDM nicht für Unabhängigkeit des in der Karibik liegenden britischen Überseegebiets ein.
Nachdem die PNP die Wahlen vom November 1980 gewonnen hatte, wurde Saunders Chief Minister der Turks- und Caicosinseln. Bei den Wahlen 1984 wurde die PNP bestätigt und lag mit acht der elf Sitze im House of Assembly deutlich vor der PDM, die nur drei Mandate errang. Im März 1985 wurde Saunders zusammen mit dem Minister für Handel und Entwicklung, Stafford Missick, bei einem Aufenthalt in den USA in Miami wegen Verstoßes gegen das Betäubungsmittelgesetz verhaftet. Die US-Drogenvollzugsbehörde DEA (Drug Enforcement Administration) warf ihm vor, 30.000 $ von Undercoveragenten für den sicheren Transport von Drogen durch die Erteilung der Erlaubnis für das Auftanken bei Zwischenlandungen von Drogenkurierflügen zwischen Kolumbien und den USA angenommen zu haben. Auf Videofilmen wurde die Annahme von 20.000 $ durch Saunders bewiesen. 
Daraufhin übernahm der bisherige Stellvertretende Premierminister Nathaniel Francis am 28. März 1985 das Amt des Chief Minister sowie als politischer Führer der PNP. Im Juli 1985 verurteilte ein US-Gericht ihn schließlich wegen Drogenschmuggels zu einer Freiheitsstrafe von acht Jahren sowie einer Geldstrafe von 50.000 $.
Nach seiner Haftentlassung kehrte er auf die Turks- und Caicosinseln zurück. Nachdem ihn die PNP ausgeschlossen hatte, kandidierte er bei den Wahlen im Januar 1995 als Parteiloser, erhielt allerdings nur sechs Stimmen.
Saunders, der auch Prediger der Methodistischen Kirchen ist, ist verheiratet und Vater von vier Kindern.